# Gespenster (1966)
Gespenster ist eine deutsche Fernseh-Verfilmung des gleichnamigen Dramas von Henrik Ibsen.

## Handlung
Die Handlung entspricht der literarischen Vorlage:
Der junge Maler Oswald kehrt nach vielen Jahren zu seiner verwitweten Mutter zurück. An seinen Vater hat er kaum Erinnerungen, doch die Mutter versuchte stets, dem Sohn ein positives Bild von ihm mitzugeben. Doch nun lüftet sie jahrzehntelang gehütete Geheimnisse und das Bild des Vaters stellt sich als Lüge heraus.

## Produktion und Veröffentlichung
Die literarische Vorlage stammt von Henrik Ibsen, die von Hans Egon Gerlach übersetzt wurde. Der Film wurde von der Produktionsfirma Intertel gedreht und im ZDF am 13. April 1966 zum ersten Mal ausgestrahlt. 1967 lief er auch im ungarischen Fernsehen und 1968 im ORF.

## Rezeption
„Auch für Gespenster brachte Regisseur Peter Beauvais eine Idealbesetzung zusammen. Was haben wir doch für ein unerschöpfliches Reservoir an überragenden Schauspielern! Wie lebendig wurden durch Angela Salloker und Martin Held die Figuren, die beim Lesen des guten alten Ibsen so weltfremd und vertrocknet wirken.“